# Драган Богосављевић
Никодим  Богосављевић (Косовска Митровица, 30. август 1960) монах и архимандрит Српске православне цркве.

## Биографија
Рођен је у Косовској Митровици, где је завршио гимназију. Године 1978. уписао је Филозофски факултет у Београду, група за археологију, који је завршио 1985. године. Исте године се запослио у Народном музеју у Београду, као кустос средњовековне археолошке збирке.
Од 1997. године сабрат је Цетињског манастира. Замонашио се у манастиру Светог Архангела Михаила на Превлаци 2000. године, под монашким именом Никодим. У чин јерођакона је рукоположен за Малу Госпојину 2003. године у манастиру Пресвете Богородице у Ластви Грбаљској, а за јеромонаха у манастиру Морача, за празник Велике Госпојине 2004. године. Исте године је дипломирао на Богословском факултету у Србињу, са дипломским радом „Педагогија спасења по Св. Григорију Синаиту”, код проф. митр. Амфилохија Радовића. Године 2005. је магистрирао на групи за археологију на Филозофском факултету у Београду са радом „Символика представа на средњовековној пластици код Срба”, код ментора др Ђорђа Јанковића.
Као археолог и богослов учествовао је на више међународних симпосиона у земљи и иностранству. Такође, објављивао је чланке у домаћим и страним часописима и зборницима. Од 2003. до 2005. године био је главни уредник часописа Митрополије Црногорско-приморске „Светигора”, где је објављивао велики број чланака и прилога.
На Богословском факултету (Одсек Пастирско и друштвено богословље) Аристотеловог универзитета у Солуну, архимандрит Никодим је 28. маја 2010. пред шесточланом комисијом и у присуству заинтересоване публике одбранио докторски рад под насловом „Утицај христологије Св. Григорија Паламе на иконопис (14—16. в)” и тиме стекао научно звање доктора богословских наука.
Био је игуман многих манастира као и манастира Рибница, код Мионице. Због прекида општења са екуменским јеретицима Патријархом Г.Г. Иринејем и  Епископом ваљевским Милутином  и  прекида њиховог помињања позивањем на 15.Канон Првог - Другог једнократног Васељенског Сабора у Цариграду, исти јеретици екуменисти су га неканонски разрешили (разчинили) и вратили у ред лаика без икаквог црквеног звања и чина, што неканонски урађено нема никаквог значаја према чину Архимандрита Никодима Богосављевћа али је доказ њиховог дубоког одступништва од Православне вере и учења Светих Отаца. По Светим Оцима Архимандрит Никодим Богосављевић је пред Господом оправдан као чувар Православља у највећој части.